# Ледяная пещера

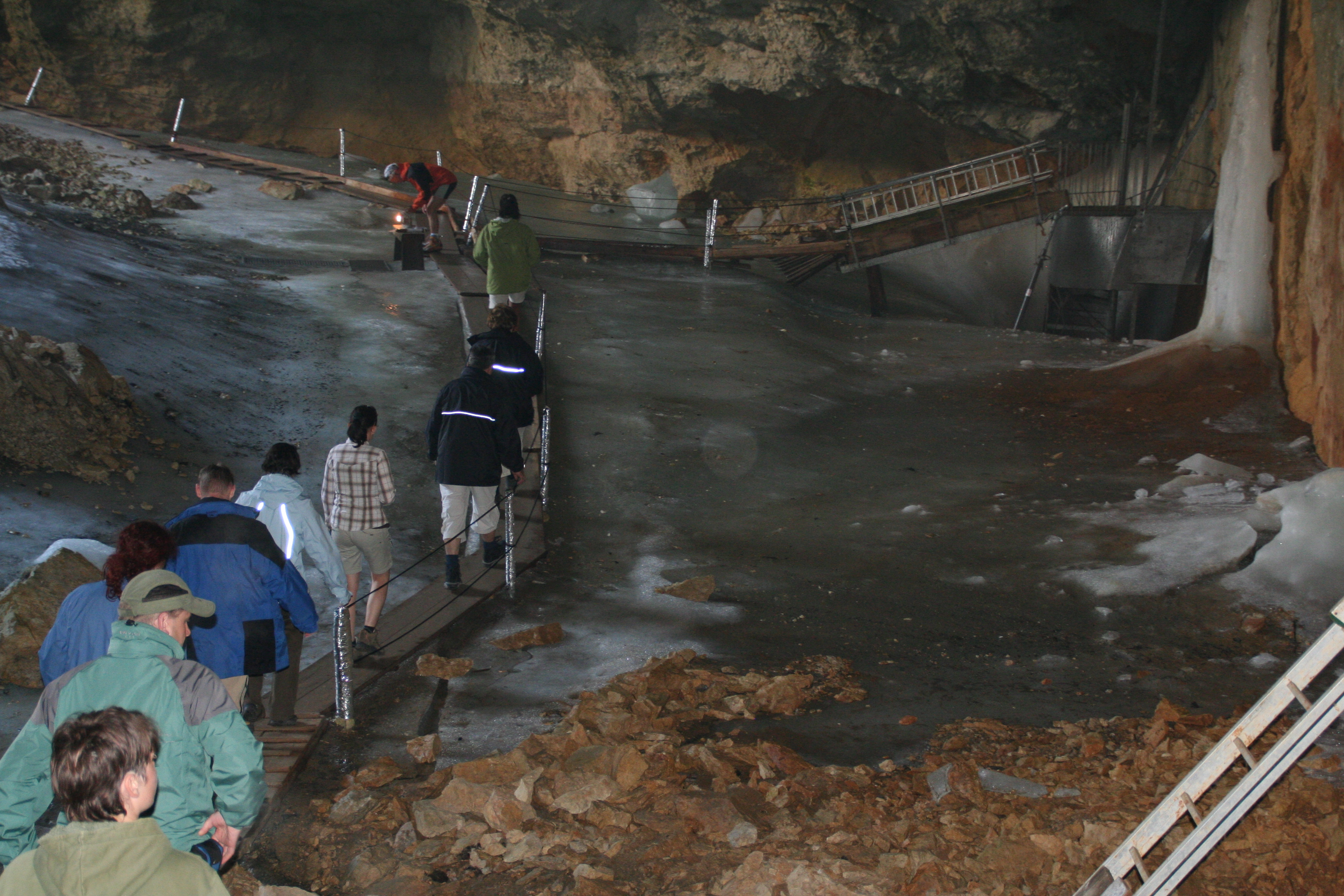
Экскурсии в ледяной пещере Schellenberger Eishöhle, Германия

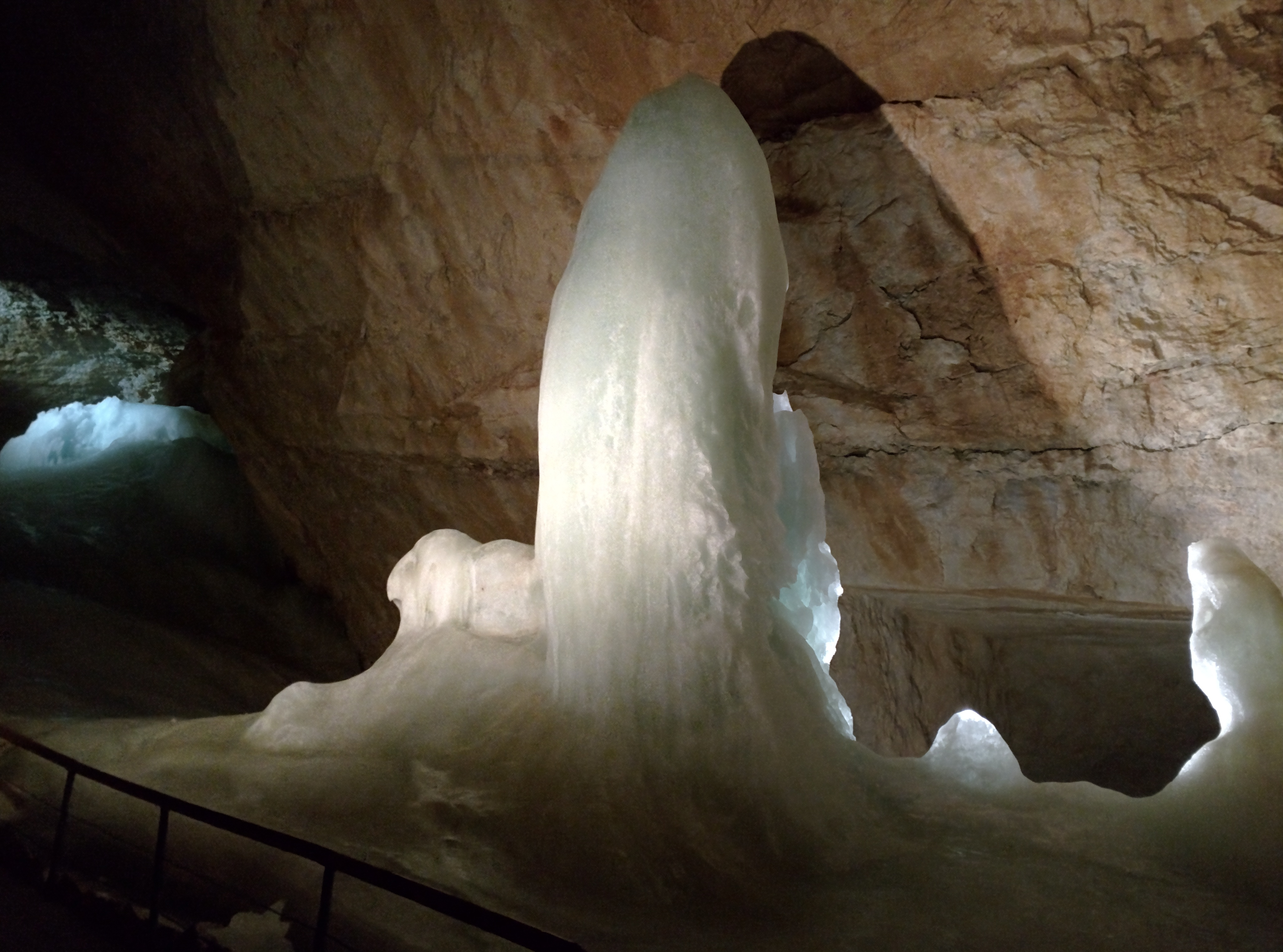
Пещера Dachstein Rieseneishöhle, Австрия

Ледяна́я пещера (пещера-ледник) — пещера, в которой, благодаря её расположению и конфигурации, стены, пол, потолок покрыты ледяными отложениями, а температура почти целый год ниже нуля. Ледяные пещеры не следует путать с ледниковыми пещерами — полостями в теле ледников.

## Механизмы образования
По происхождению ледяные пещеры можно разделить на три основных типа:
1. Крупные колодцы, в которых накапливаются снежные массы. Обычно в таких колодцах снег превращается в фирн без образования льда. В летний период снег частично тает, пропитывая нижележащие слои фирна талой водой при нуле градусов. Лёд может образоваться при повторном замерзании влагонасыщенного снега в зимних условиях.
2. Одновходовая пещера типа «холодовой мешок». Обычно это пещера с крупным залом, расположенным обязательно ниже входного отверстия. Зимой плотный морозный воздух втекает с улицы в полость и промораживает зал. Летом, напротив, холодный воздух не выходит из «мешка», не давая проникать прогретому наружному воздуху. Лёд образуется либо при замерзании просачивающихся в полость вод (конжеляционный лёд), либо при метаморфизации метелевого снега, поступающего через входное отверстие. Пример такой пещеры — Большой Бузулук в Крыму.
3. Оледенение нижних входов двух- или многовходовых пещер с мощной сезонной циркуляцией воздуха. В зимнее время пещерный воздух теплее наружного, поэтому он как менее плотный движется от нижнего входа к верхнему («эффект печной трубы»). То есть в такой пещере в зимнее время работает циклонный эффект (зимняя тяга), вследствие которого воздух внешней атмосферы втягивается в пещеру через нижние входы и промораживает нижнюю часть пещеры. На летней тяге воздух пещеры оказывается плотнее воздуха прогретой внешней атмосферы и движется от верхних входов к нижним, — работает антициклонный эффект. При этом прогреваются в основном верхняя часть пещеры. К нижним входам пещеры летний атмосферный воздух приходит уже в значительной степени охлаждённым до средней температуры карстового массива и не может компенсировать зимний запас холода. Такой теплоэнергетический дисбаланс приводит к образованию отрицательных температурных аномалий на нижних частях пещеры и положительных температурных аномалий в верхних. При благоприятных общеклиматических условиях это может привести к оледенению частей пещеры. Примерами этого типа могут служить пещеры Айсризенвельт, Добшинская, Кунгурская.

## Примеры ледяных пещер
- Айсризенвельт (Австрия).
- Большой Бузулук (Крым).
- Добшинская ледяная пещера (Словакия).
- Кремниевая ледяная пещера (Словакия).
- Кунгурская ледяная пещера (Урал).